# خسرو أباد (فراغة)
خسرو أباد (بالفارسية: خسروآباد) هي قرية تقع في إيران في قسم فراغة الريفي. يقدر عدد سكانها بـ 98 نسمة بحسب إحصاء 2016.